# Filmfare Award за лучшую женскую роль по мнению критиков
Filmfare Award за лучшую женскую роль по мнению критиков или дословно — «для лучшей актрисы» (хинди फिल्मफेअर सर्वोत्तम अभिनेत्री समीक्षक पुरस्कार, англ. Filmfare Critics Award for Best Actress) — номинация старейшей и наиболее престижной кинопремии Болливуда (индустрии фильмов на хинди) Filmfare Awards, сравниваемой по значимости с «Оскаром», предназначенная для награждения актрис за наилучшее исполнение ведущей женской роли в кинофильмах на хинди или хиндустани за предыдущий год. Первоначально в 1992 году была организована как «Filmfare Award за лучшее исполнение роли по мнению критиков» и вручалась без разделения лауреатов по половому признаку. В 1998 году была официально разделена на две отдельные категории, в которой награждались отдельно мужчины и женщины. Актрисы получают премию без предварительного оглашения номинаций.
Первой актрисой получившей данную премию в 1994 году стала Димпл Кападия, исполнившая главную роль в фильме 1993 года «Плакальщица» (реж. Калпана Ладжми).
Последней на настоящий момент, в январе 2024 года, премии критиков были удостоены Рани Мукерджи за роль индийской эмигрантки в фильме «Миссис Чаттерджи против Норвегии» и Шефали Шах за роль в фильме «Three of Us», вышедшем в 2023 году.

## Таблица лауреатов
В списке приведены сведения о обладателях премии, сгруппированные по десятилетиям. В таблицы включены имена актрис (и актёров в период до разделения), фильмы и роли, за которые была вручена премия. Актрисы, завоевавшие премии за лучшую женскую роль по выбору как критиков, так и аудитории, выделены золотым фоном.

### Filmfare Award за лучшее исполнение роли по мнению критиков
| Церемония       | Фото лауреатов                                                   | Лауреаты                                                         | Фильмы                                                           | Роли                                                             | Общие ссылки                                                     |
| --------------- | ---------------------------------------------------------------- | ---------------------------------------------------------------- | ---------------------------------------------------------------- | ---------------------------------------------------------------- | ---------------------------------------------------------------- |
| 36-я (1991 год) |                                                                  | Анупам Кхер                                                      | «Папочка»                                                        | отец-алкоголик Ананд                                             | [ 5 ] [ 6 ]                                                      |
| 37-я (1992 год) | Премия за лучшее исполнение роли по мнению критиков не вручалась | Премия за лучшее исполнение роли по мнению критиков не вручалась | Премия за лучшее исполнение роли по мнению критиков не вручалась | Премия за лучшее исполнение роли по мнению критиков не вручалась | Премия за лучшее исполнение роли по мнению критиков не вручалась |
| 38-я (1993 год) |                                                                  | Димпл Кападия                                                    | «Плакальщица»                                                    | плакальщица Шаничари                                             | [ 7 ]                                                            |
| 39-я (1994 год) |                                                                  | Шахрух Хан                                                       | «Сезон любви»                                                    | Сунил                                                            | [ 3 ] [ 7 ]                                                      |
| 40-я (1995 год) |                                                                  | Фарида Джалал                                                    | «Маммо»                                                          | Маммо                                                            | [ 7 ] [ 8 ]                                                      |
| 41-я (1996 год) |                                                                  | Маниша Коирала                                                   | «Бомбей»                                                         | мусульманка Шайла Бану                                           | [ 7 ] [ 9 ]                                                      |
| 42-я (1997 год) | Маниша Коирала                                                   | «Мир музыки»                                                     | Анни Дж. Браганса                                                | [ 7 ] [ 9 ]                                                      |                                                                  |

### После разделения, в категории «За лучшую женскую роль по мнению критиков»

#### 1990—2000-е годы
| Церемония       | Фото лауреатов | Лауреаты         | Фильмы                      | Роли                  | Общие ссылки  |
| --------------- | -------------- | ---------------- | --------------------------- | --------------------- | ------------- |
| 43-я (1998 год) |                | Табу             | «Зов земли»                 | Гехна                 | [ 10 ] [ 11 ] |
| 44-я (1999 год) |                | Шефали Шах       | «Предательство»             | Пьяри Мхатре          | [ 12 ]        |
| 45-я (2000 год) |                | Табу             | «Родственные души»          | Панна Барве           | [ 10 ] [ 13 ] |
| 46-я (2001 год) | Табу           | «Моя судьба»     | Адити Пандит                | [ 14 ] [ 15 ]         |               |
| 47-я (2002 год) |                | Каришма Капур    | «Зубейда»                   | актриса Зубейда Бегум | [ 16 ]        |
| 48-я (2003 год) |                | Маниша Коирала   | «Расплата за все»           | Сароджа               | [ 17 ] [ 18 ] |
| 48-я (2003 год) |                | Рани Мукерджи    | «Анатомия любви»            | Сухани Шарма          | [ 17 ] [ 18 ] |
| 49-я (2004 год) |                | Урмила Матондкар | «Призрак»                   | Свати                 | [ 19 ]        |
| 50-я (2005 год) |                | Карина Капур     | «Наставник»                 | Алия                  | [ 20 ] [ 21 ] |
| 51-я (2006 год) |                | Рани Мукерджи    | «Последняя надежда»         | Мишель Макнелли       | [ 22 ]        |
| 52-я (2007 год) |                | Карина Капур     | «Омкара»                    | Долли Мишра           | [ 2 ] [ 21 ]  |
| 53-я (2008 год) |                | Табу             | «Рецепт любви: без сахара!» | Нина Верма            | [ 23 ]        |
| 54-я (2009 год) |                | Шахана Госвами   | «Играем рок!!»              | Дэбби                 | [ 24 ]        |

#### 2010-е годы
| Церемония       | Фото лауреатов | Лауреаты       | Фильмы                             | Роли                                            | Общие ссылки  |
| --------------- | -------------- | -------------- | ---------------------------------- | ----------------------------------------------- | ------------- |
| 55-я (2010 год) |                | Махи Гилл      | «Дэв.Д»                            | Парминдер (Паро)                                | [ 25 ] [ 26 ] |
| 56-я (2011 год) |                | Видья Балан    | «У любви нет причин»               | Кришна Верма                                    | [ 27 ] [ 28 ] |
| 57-я (2012 год) |                | Приянка Чопра  | «Семь мужей»                       | Сюзанна Анна-Мари Джоаннес                      | [ 29 ] [ 30 ] |
| 58-я (2013 год) |                | Рича Чадда     | «Банды Вассейпура» (части 1, 2)    | Нагма Хатун                                     | [ 31 ] [ 32 ] |
| 59-я (2014 год) |                | Шилпа Шукла    | «Соблазнение»                      | Сарика                                          | [ 33 ]        |
| 60-я (2015 год) |                | Алия Бхатт     | «Шоссе»                            | Вира Трипатхи                                   | [ 34 ]        |
| 61-я (2016 год) |                | Кангана Ранаут | «Свадьба Тану и Ману. Возвращение» | Тануджа «Тану» Триведи, Кумари «Кусум» Сангхван | [ 35 ]        |
| 62-я (2017 год) |                | Сонам Капур    | «Нирджа»                           | стюардесса Нирджа Бханот                        | [ 36 ]        |
| 63-я (2018 год) |                | Заира Васим    | «Тайная суперзвезда»               | юная певица Инсия Малик                         | [ 37 ]        |
| 64-я (2019 год) |                | Нина Гупта     | «Badhaai Ho»                       | Приямвада Каушик                                | [ 38 ]        |

#### 2020-е годы
Номинанты и соответствующие им фильмы и роли каждого года приведены в порядке, соответствующем официальному сайту премии. Лауреаты выделены полужирным шрифтом на золотом фоне, а также представлены фотографиями.
|  |  |

|  |  |